# Andrés Velencoso
Andrés Velencoso Segura (11 de marzo de 1978) es un modelo y actor español, especialmente conocido por sus campañas publicitarias para Chanel y Louis Vuitton. En junio de 2009, alcanzó el puesto número 6 en la lista «Top Icons Men» de Models.com, junto a otros modelos como Mathias Lauridsen, Tyson Ballou y Mark Vanderloo. Además, alcanzó el número dieciséis en la lista de «The Money Guys» junto a sus compatriotas Oriol Elcacho y Jon Kortajarena. En 2012, debutó como actor en el cine con la película Fin de Jorge Torregrossa y en 2014, en televisión en la serie B&B, de boca en boca.

## Biografía
Andrés Velencoso Segura nació el 11 de marzo de 1978 en Ledaña (Cuenca). Siendo un adolescente se mudó a Tosa de Mar (Gerona). Es hijo de Lucía Segura (quien murió en 2002) y su padre es dueño de un restaurante, además tiene dos hermanas menores, Silvia y Sonia.

### Vida privada
Velencoso mantuvo una relación con la cantante australiana Kylie Minogue, desde julio de 2008 hasta octubre del 2013. Entre 2014 y 2015 mantuvo un noviazgo con la actriz española Úrsula Corberó. En verano del 2019 comenzó una relación con la presentadora Lara Álvarez, la cual concluyó a los cinco meses. En septiembre de 2020 comenzó una relación con la actriz y presentadora Paula Gómez.

## Carrera en modelaje
Inició su carrera de modelo antes de finalizar secundaria, firmando un contrato con Group Model Management, una agencia de modelos española. Aunque comenzó su carrera internacional cuando Natalie Kate, de la agencia neoyorquina Q Model Management, le abrió las puertas en 2001, a pesar de su incapacidad para hablar inglés. Kate le presentó al fotógrafo Matt Albiani, quien le realizó una sesión de fotos en East Hampton, Nueva York. Después, colaboró con los famosos fotógrafos Michael Thompson y Francois Nars. En 2002, se ocupó de la campaña de anuncios de Banana Republic y un años más tarde protagonizó los anuncios de Louis Vuitton, junto a Jennifer López. Posteriormente, firmó un contrato de un perfume con Chanel Allure Homme Sport y comenzó a ser el rostro de Loewe en 2004. 
Fue, por primera vez, portada de revista para Arena Home + en la edición invernal de 2005 y apareció en el comercial de Jean Paul Gaultier, con Gisele Bündchen y Diana Dondoe.
Posteriormente, ha sido portada de muchas revistas de moda incluyendo L'Officiel Hommes, Hercules y las ediciones internacionales de Elle, Vanity Fair y L'Officiel Homme. Desde su debut, ha sido el rostro de muchas campañas de anuncios incluyendo H&M, Trussardi, Chanel, Ermenegildo Zegna, Loewe, Jean Paul Gaultier, Elie Tahari y Etro. Aparte de Thompson y Nars, trabajó con fotógrafos aclamados como Terry Richardson, Karl Lagerfeld, Inez van Lamsweerde y Vinoodh Matadin. También apareció en el anuncio de la fragancia Inverse de Kylie Minogue. Recibió el premio Tossenc D'Honor en su ciudad natal Tosa de Mar el 14 de mayo de 2010.

## Carrera actoral

### Cine

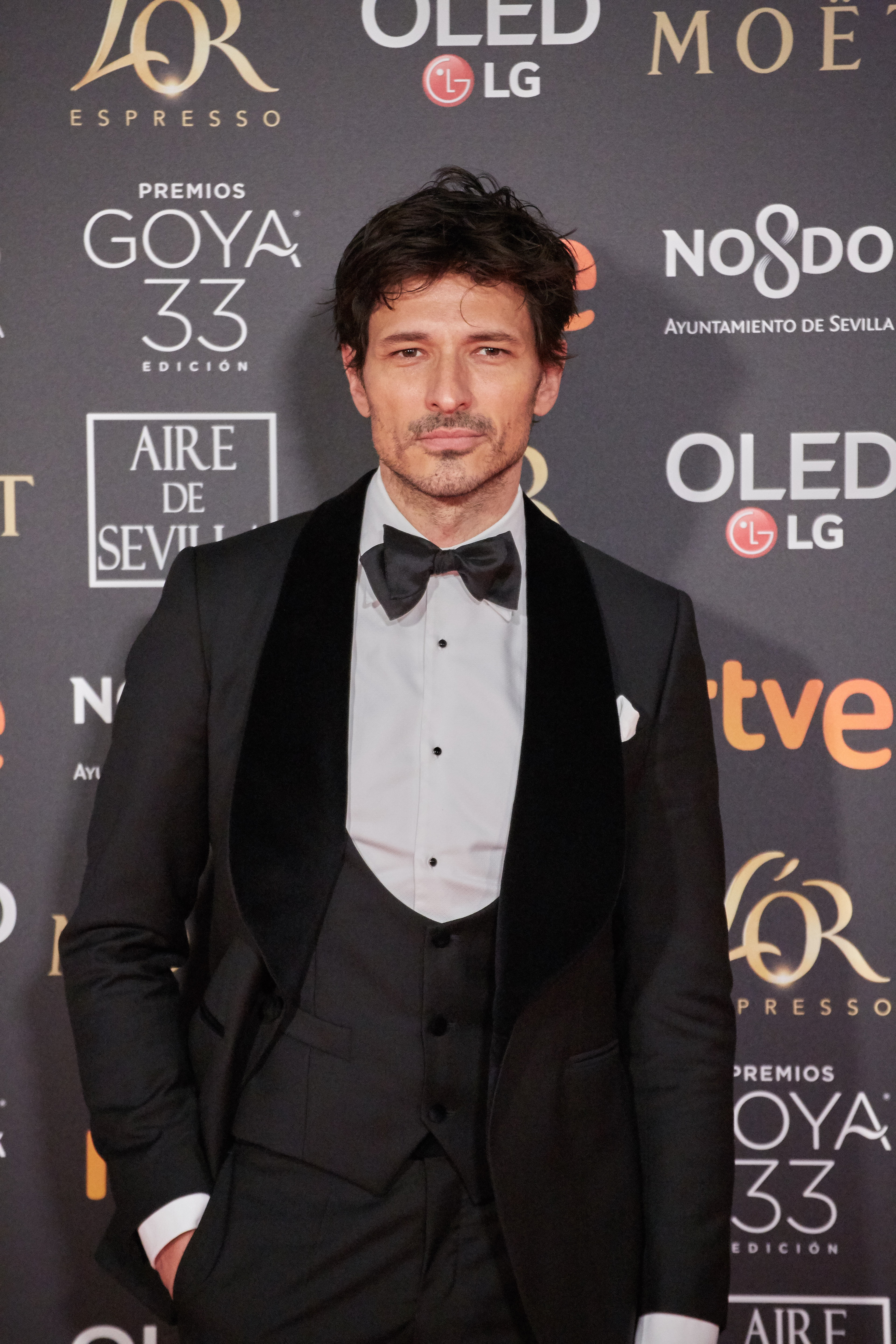
Velencoso en los Premios Goya 2019

En 2012, estrenó su primera película Fin de Jorge Torregrossa, basada en la novela de David Monteagudo, y cuyos compañeros de reparto fueron Clara Lago y Daniel Grao. En 2014 rodó su segundo largometraje, Summer Camp estrenado en el año 2016. En ese mismo año hizo una pequeña aparición en la película de 100 metros protagonizada por Dani Rovira. En el año 2017 estrenó Señor, dame paciencia, junto a Jordi Sánchez, Silvia Alonso, Eduardo Casanova y Rossy de Palma. En 2020 participó en la película La lista de los deseos de Álvaro Díaz Lorenzo. En marzo de 2021 se anunció su fichaje para la película original de Netflix Amor de madre, protagonizada por Carmen Machi y Quim Gutiérrez.

### Televisión
En 2014, se incorporó a la serie de Telecinco B&B, de Boca en Boca para participar en los últimos capítulos de la primera temporada dando vida a Rubén Barahona, un famoso actor internacional que colaborará con Candela (Belén Rueda) en un reportaje y que despertará el interés y la atracción de la periodista, estando presente en gran parte de la segunda tanda de episodios. A principios de 2018 protagonizó la serie argentina original de Netflix Edha, interpretando a Teo. Para su papel, trabajó durante un mes su acento, sobre lo cual afirmó: «Es centroamericano, mezclado con toques porteños. Estuve trabajándolo antes de ir a Buenos Aires y, luego, allí trabajé con una fonoaudióloga, una profesora de acento, para tratar de quitar los dejes españoles, aunque hay cosas que son muy difíciles de pulir en tan poco tiempo. Pero hemos construido un personaje bastante creíble, de extrarradio, en el que se notan esos palos que le ha dado la vida en la mirada y en todo lo que va transitando».
En 2018 también se incorporó como personaje principal a la serie de Movistar+ Velvet Colección, dando vida a Omar Ahmadi durante las dos temporadas. En 2020 se anunció su incorporación a la cuarta temporada de Élite, donde interpretó a Armando, un multimillonario empresario e inversor, que mantiene una relación con Mencía (Martina Cariddi), a quien paga por mantener relaciones sexuales. La temporada fue estrenada en junio de 2021 y acabó con el asesinato de su personaje a manos de Guzmán (Miguel Bernardeau). A finales de ese mismo año se confirmó su participación en la serie Un asunto privado de Amazon Prime Video. En 2021 fichó como concursante de Celebrity Bake Off, un programa de cocina producido y emitido en Amazon Prime Video.

## Filmografía

### Cine
| Año  | Título                 | Personaje | Director            |
| ---- | ---------------------- | --------- | ------------------- |
| 2012 | Fin                    | Hugo      | Jorge Torregrossa   |
| 2016 | Summer Camp            | Antonio   | Alberto Marini      |
| 2016 | 100 metros             | Monitor   | Marcel Barrena      |
| 2017 | Señor, dame paciencia  | Alejandro | Álvaro Díaz Lorenzo |
| 2020 | La lista de los deseos | Jorge     | Álvaro Díaz Lorenzo |
| 2022 | Amor de madre          | DJ Chucho | Paco Caballero      |

### Televisión

#### Series de televisión
| Año           | Título                | Canal          | Personaje          | Notas        |
| ------------- | --------------------- | -------------- | ------------------ | ------------ |
| 2014 - 2015   | B&b, de boca en boca  | Telecinco      | Rubén Barahona     | 13 episodios |
| 2016          | I Live With Models    | Comedy Central | Él mismo           | 1 episodio   |
| 2018          | Edha                  | Netflix        | Teo                | 10 episodios |
| 2018          | Capítulo 0            | Movistar+      | Foxy Larua         | 1 episodio   |
| 2018 - 2019   | Velvet Colección      | Movistar+      | Omar Ahmadi        | 11 episodios |
| 2021 - 2022   | Élite                 | Netflix        | Armando de la Ossa | 10 episodios |
| 2022          | Un asunto privado     | Prime Video    | Toni               | 2 episodios  |
| 2023          | Nacho                 | Atresplayer    | Toni Roca          | 8 episodios  |
| 2024          | Eva & Nicole          | Antena 3       | Manuel             | 8 episodios  |
| 2024-2025     | Regreso a Las Sabinas | Disney+        | Miguel Larrea      | 70 episodios |
| 2025-presente | La agencia            | Telecinco      | Asier Rojas        | ¿? episodios |

#### Programas de televisión
| Año  | Título             | Canal       | Notas        |
| ---- | ------------------ | ----------- | ------------ |
| 2019 | Una vida, una cena | Prime Video | Protagonista |
| 2021 | Celebrity Bake Off | Prime Video | Concursante  |